# 카타오카 츠루타로
카타오카 츠루타로(일본어: 片岡 鶴太郎,  1954년 12월 21일 ~ )는 일본의 개그맨, 배우, 화가이다. 서예가, 요가 실천가로서의 활동도하고있다.  본명은 오기노 시게오(일본어: 荻野 繁雄). 도쿄도 아라카와구 출신. 신장은 163cm.